# Arcuballista

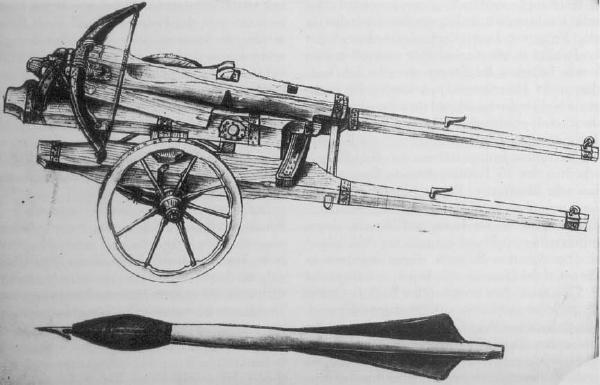
Tekening van een arcuballista met brandpijl.

De arcuballista is een middeleeuws belegeringswapen. Het is een grote kruisboog die op een houten onderstel is gemonteerd. Net als alle andere artilleriewapens uit de oudheid en vroege middeleeuwen is de arcuballista een katapult; een wapen dat gebruikmaakt van mechanische energie om projectielen weg te schieten.

## Beschrijving

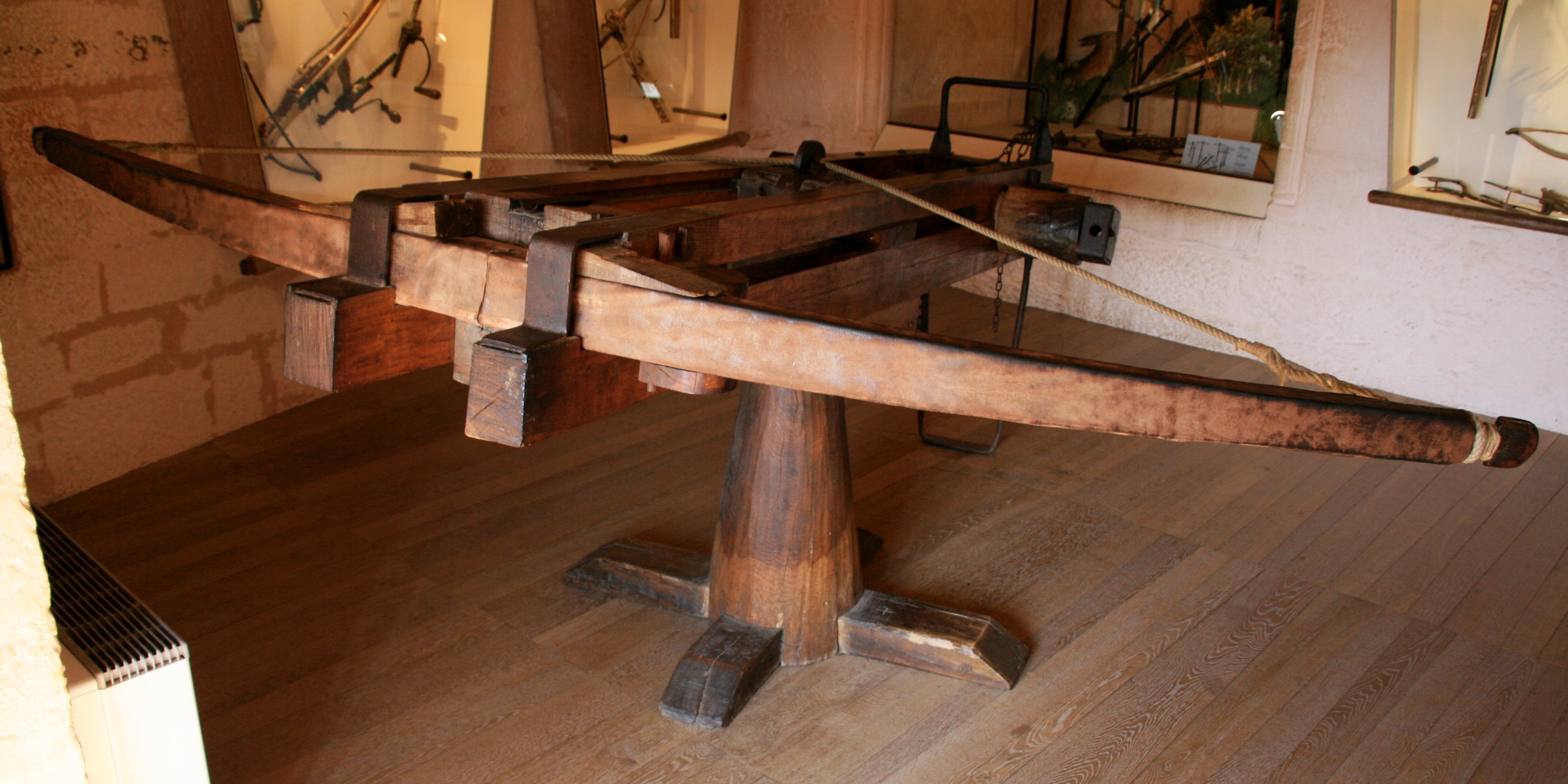
Kleine arcuballista in het Kasteel van Castelnaud.

De arcuballista, ook wel belegeringskruisboog genoemd, stond op een houten onderstel. De defensieve versie die in vestingen werd gebruikt, stond meestal op een vaste plaats. De offensieve versie had vrijwel altijd wielen, zeker de grotere varianten. De spanboog van het wapen was meestal een composietboog of een stalen boog en de boogpees werd niet zoals bij een kruisboog met de hand aangetrokken maar met een lier. De arcuballista werd in de middeleeuwen ontwikkeld uit de arbalest, een grote draagbare kruisboog met lier.
De arcuballista werd meestal als verdedigingswapen bij belegeringen gebruikt. De zware pijlen van het precisiewapen waren uitermate geschikt om touwen en andere kwetsbare delen van belegeringswapens onder vuur te nemen, maar het wapen kon ook speren, loden kogels, kleine stenen en brandpijlen afschieten. Het effectieve bereik van het wapen was 300 tot 400 meter.

## Geschiedenis

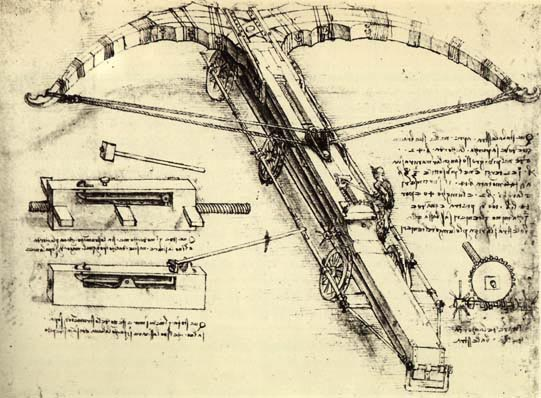
Leonardo da Vinci's "ballista".

Leonardo da Vinci beschreef in zijn Codex Atlanticus een gigantische arcuballista met composietboog. Deze zogenoemde "ballista" werd gespannen middels een wormwiel en stond op licht gekantelde wielen, waardoor deze stabieler stond.
De arcuballista werd in middeleeuwse teksten ook wel ballista genoemd, hoewel dat eigenlijk niet klopt. De Grieks-Romeinse ballista valt onder het torsiegeschut en de arcuballista onder het spangeschut; artilleriewapens die hun schietenergie halen uit de mechanische spanning van de boogarm. De arcuballista lijkt veel op de oxybeles uit de Griekse oudheid en werd vrijwel gelijktijdig met het uit het oosten afkomstige torsie-artilleriewapen springald ontwikkeld. In het Oude China werd naast de arcuballista ook een variant met drie bogen gebruikt, de Chuangzi-Nu.

## Etymologie
Arcuballista is een Middeleeuws Latijnse samenstelling van de Latijnse woorden arcus "boog" en ballista. Dat laatste woord is weer afgeleid van het Griekse βαλλιστής (ballistḗs), van βάλλειν (bállein) "werpen". Een arbalest is een gelijksoortige kruisboog, maar dan draagbaar. Het woord arbalest is overigens een Oudfranse taaldeformatie van het Latijnse woord arcuballista.
De door de Romeinse schrijver Vegetius  beschreven arcuballista of manuballista is een geheel ander belegeringswapen. Dit was een cheiroballistra; een zeer compacte door een enkele man te bedienen versie van de aloude ballista die vanaf de 1e eeuw door het Romeins leger werd gebruikt. Van de cheiroballistra bestond ook een mobiele versie, de carroballista, waarvan elk legioen er 55 bezat.
Chinese artilleriekruisbogen als de Jiaoche-Nu, de Shoushe-Nu met twee bogen en de Chuangzi-Nu met drie bogen worden ook vaak arcuballista genoemd.